# Economia dos criadores
A economia dos criadores, também conhecida como marketing de criadores ou economia dos influenciadores, é uma economia impulsionada por softwares, construída em torno de criadores que produzem e distribuem conteúdo, produtos ou serviços diretamente para seu público, aproveitando plataformas de mídia social e ferramentas de IA. Esses criadores — que podem incluir influenciadores digitais, YouTubers, blogueiros, artistas, podcasters e até profissionais independentes — geram receita com suas criações por meio de diversas estratégias de monetização, como publicidade, patrocínios, vendas de produtos, financiamento coletivo e serviços baseados em assinaturas. A venda de conteúdos exclusivos, como acesso a vídeos, cursos e e-books, e doações, é também outro método de arrecadação dos criadores.
Segundo a Goldman Sachs Research, o crescimento contínuo da economia dos criadores provavelmente beneficiará empresas que possuem uma combinação de fatores, incluindo uma grande base de usuários global, acesso a capital substancial, motores de recomendação robustos baseados em IA, ferramentas de monetização versáteis, análises de dados abrangentes e opções integradas de comércio eletrônico. Exemplos de plataformas de software da economia dos criadores incluem YouTube, TikTok, Instagram, Facebook, Twitch, Spotify, Substack, OnlyFans e Patreon.
A grande maioria dos criadores de conteúdo não obtém ganhos financeiros com suas criações, enquanto a maioria dos benefícios vai para as plataformas, que conseguem gerar receitas significativas a partir dos uploads. Apenas cerca de 0,1% dos criadores conseguem ganhar a vida por meio de seus canais.

## História
Em 1997, Paul Saffo, da Universidade Stanford, sugeriu que a economia dos criadores surgiu naquele ano como parte da “nova economia”. Os primeiros criadores dessa economia trabalhavam com animações e ilustrações, mas, na época, não havia infraestrutura de mercado disponível para eles gerarem receita.
O termo “criador” foi utilizado pelo YouTube em 2011, como substituto de “estrela do YouTube”, uma expressão que, na época, era usada apenas para indivíduos famosos na plataforma. Desde então, o termo tornou-se onipresente e é usado para descrever qualquer pessoa que cria algum tipo de conteúdo online.
A economia dos criadores é composta por cerca de 50 milhões de criadores de conteúdo, sendo que pouco mais de 2 milhões conseguem transformar isso em carreira. Entre os maiores nomes estão Charli D'Amelio, do TikTok, PewDiePie e Addison Rae.
Várias plataformas, como TikTok, Snapchat, YouTube e Facebook, criaram fundos para pagar os criadores.